# Леба, Ален
Але́н Жан Жак Леба́ (фр. Alain Jean Jacques Lebas; 10 ноября 1953, Невер) — французский гребец-байдарочник, выступал за сборную Франции во второй половине 1970-х годов. Серебряный призёр летних Олимпийских игр в Москве, серебряный и бронзовый призёр чемпионатов мира, многократный победитель регат национального значения.

## Биография
Ален Леба родился 10 ноября 1953 года в городе Невер, департамент Ньевр.
Благодаря череде удачных выступлений удостоился права защищать честь страны на летних Олимпийских играх 1976 года в Монреале — в полукилометровой программе одиночек дошёл до финала и финишировал в решающем заезде девятым, тогда как в двойках на тысяче метрах в паре с Жан-Полем Анкье в финале показал четвёртый результат, немного не дотянув до призовых позиций.
Первого серьёзного успеха на взрослом международном уровне добился в 1978 году, когда попал в основной состав национальной сборной Франции и побывал на чемпионате мира в югославском Белграде, откуда привёз награду серебряного достоинства, выигранную в зачёте двухместных байдарок на дистанции 10 000 метров — в финале уступил только команде Венгрии. Год спустя на мировом первенстве в немецком Дуйсбурге завоевал бронзовую медаль в двойках на пятистах метрах.
Несмотря на то что Франция бойкотировала летние Олимпийские игры 1980 года в Москве по политическим причинам, Леба всё-таки попал на эти Игры и выступил там под нейтральным олимпийским флагом. В финальном километровом заезде одиночек он пришёл к финишу вторым, проиграв титулованному немцу Рюдигеру Хельму, и получил таким образом серебряную олимпийскую медаль. Также вместе с Франсисом Эрвье выступал здесь в двойках на пятистах метрах, но пришёл к финишу четвёртым, не попав в число призёров. Вскоре после московской Олимпиады принял решение завершить спортивную карьеру.